# Second Hand News

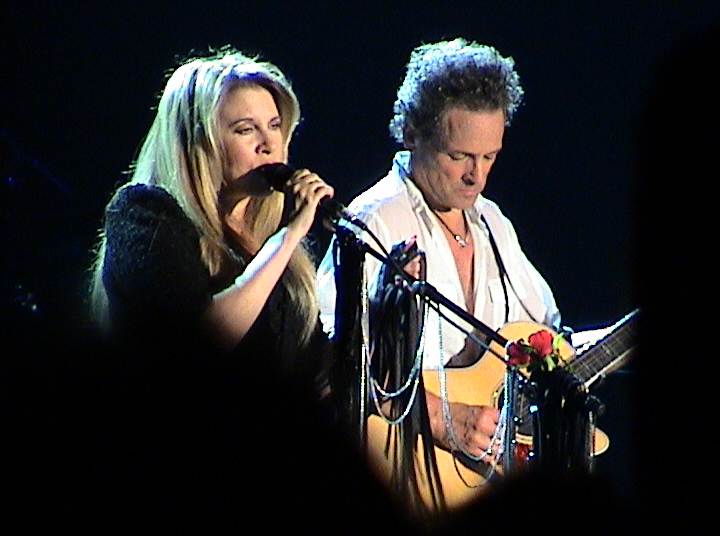
Stevie Nicks und Lindsey Buckingham (2003)

Second Hand News ist ein Lied, das 1977 von der Rockband Fleetwood Mac als Eröffnungsstück ihres Albums Rumours veröffentlicht wurde. Es wurde von Lindsey Buckingham geschrieben und gesungen.

## Hintergrund
Second Hand News war als Eröffnungsstück vorgesehen. Laut Jacob Hoye gaben die Eröffnungszeilen „I know there’s nothing to say / Someone has taken my place“ die Stimmung für das gesamte Album vor. Second Hand News ist einer von mehreren Songs auf Rumours, der die Trennung von Buckingham und Stevie Nicks behandelt. Der Song wurde von der Erlösung inspiriert, die Buckingham nach der gescheiterten Beziehung mit Nicks in anderen Frauen fand. Er singt, dass er seiner Geliebten zwar nicht traut und nicht mit ihr leben kann, aber auch nicht ohne sie leben kann. Der Fleetwood-Mac-Biograf Donald Brackett betont die Ironie von Zeilen wie „One thing I think you should know / I ain’t gonna miss you when you go“.
Laut Buckingham enthält der Song Einflüsse schottischer und irischer Folksongs. Buckingham stellte den Song der Band ursprünglich ohne Text auf der Gitarre vor, mit dem Arbeitstitel Strummer. Buckingham hielt den Songtext zunächst zurück, um einen Streit mit Nicks darüber zu vermeiden.
Ursprünglich spielte die Band den Song im Marschrhythmus, doch Buckingham wollte einen discoähnlichen Groove für den Song, nachdem er Jive Talkin von den Bee Gees gehört hatte. Buckingham und Co-Produzent Richard Dashut bauten den Song mit vier Audiospuren der E-Gitarre auf, um an Celtic Rock zu erinnern. Ein Polsterstuhl wurde als Percussion-Sound verwendet. John McVie steuerte erst einen Bass-Part bei, den Ken Calliat als „melodisch“ und „fließend“ beschrieb. Doch während McVie im Urlaub war, schrieb Buckingham seine eigene Basslinie, die sehr einfach war und nur aus Viertelnoten bestand. „Aber es funktionierte. Buckingham hatte einen großen Plan im Kopf, und er bekam seinen Willen. Das war der Anfang davon, dass er wirklich das Sagen hatte. Es wurde zu einer 'Entweder so oder gar nicht'-Sache mit ihm, die er auf dem Tusk-Album perfektionierte.“ John McVie nahm den Bassgitarrenpart nach Buckinghams Anweisungen neu auf, nahm aber leichte Änderungen vor, um den Part zu seinem eigenen zu machen.
Während des Gitarrensolos überlagerte die Band einen wortlosen Gesang, um den Effekt zu verstärken. Der Musikjournalist Chuck Eddy nennt dies ein Paradebeispiel dafür, wie Rockmusiker den Gesang als Basslinie einsetzen. Laut der Autorin Cath Carroll verleihen Buckinghams „synkopischer Scat-Gesang“ in diesem Teil und sein Gesang im „kraftvollen Refrain“ dem Song Energie. Carroll lobt auch Mick Fleetwoods Schlagzeugspiel im Refrain als eines seiner besten, Carroll fasst den Song so zusammen: „Die tobenden Akustikgitarren, das stampfende Klavier und der kraftvolle Gesang verbinden sich im endgültigen Mix zu einem überschwänglichen und hyper-rhythmischen Ganzen“.

## Rezeption
Jessica Hopper von Pitchfork beschrieb Second Hand News als „die vielleicht euphorischste Ode an ein abgewiesene Braut, die je geschrieben wurde.“ Sie findet es als ähnlich wie der Hit-Single Go Your Own Way, indem es „peppig, aber total fuck you“ ist." Auch John Swenson vom Rolling Stone schrieb, dass Second Hand News fast so gut wie Go Your Own Way sei, und dass der Song, obwohl er von der Trennung mit Nicks handelt, „alles andere als mürrisch ist und die Eagles im Abschiedsgenre weit übertrifft.“ Musikalisch ergänzte er, dass „der Akustikgitarrenrhythmus den Song zu einem fröhlichen Refrain trägt“, was ihn zu einer „zeitlosen Pop-Harmonie“ mache. Hoye betrachtet Second Hand News als ein Beispiel für einen der weniger bekannten Songs auf Rumours, der „genauso großartig ist wie die Hits“. Die Autorin Tracie Ratiner beschrieb das Lied als eins von Fleetwood Macs „Markenzeichen-Songs“. BBC-Kritiker Daryl Easlea nennt den Refrain „euphorisch“.

## Besetzung
- Lindsey Buckingham – Gesang, E-Gitarren, Akustikgitarre, Percussion
- Mick Fleetwood – Schlagzeug, Shaker
- John McVie – Bassgitarre
- Christine McVie – Orgel, Hintergrundgesang
- Stevie Nicks – Hintergrundgesang